# Lạng Sơn (Stadt)
Lạng Sơn ist die Hauptstadt der Provinz Lạng Sơn in Vietnam. Sie liegt im äußersten Norden des Landes und bildet eine Grenzstadt zu China. Die Stadt wird von dem Fluss Kỳ Cùng durchflossen. Die Provinzstadt Lạng Sơn hatte 2019 eine Einwohnerzahl von 103.284. In der Kernstadt leben davon 74.492 und der Rest im ländlichen Umland. Die Stadt verfügt seit 2002 über das Stadtrecht und besitzt den Status einer Provinzstadt der 2. Klasse.

## Geschichte
Aufgrund seiner geografischen Lage als vietnamesisches Tor nach China befanden sich Lạng Sơn und seine alte Zitadelle auf dem Weg vieler Invasionen und waren während der Kolonialzeit Schauplatz von drei bedeutenden  französischen militärischen Niederlagen. Die Stadt wurde während des militärischen Aufbaus vor dem Chinesisch-Französischen Krieg von den Qing-Streitkräften besetzt und nach der zweiwöchigen Lạng Sơn-Offensive im Februar 1885 von Frankreich besetzt. Die dortige Brigade musste sich jedoch nach der Schlacht von Bang Bo hastig zurückziehen. In der Schlacht von Lạng Sơn während der japanischen Vietnam-Expedition am 22. September 1940 stießen zahlenmäßig unterlegene französische Kolonialkräfte mit der japanischen 5. Division zusammen. Die Franzosen waren erneut gezwungen, sich zurückzuziehen. 1945 war es wiederum Schauplatz heftiger Kämpfe während des japanischen Staatsstreichs in Französisch-Indochina.
Nach dem Ende des Pazifikkrieges errichtete die französische Kolonialarmee hier eine permanente Garnison, die als Logistikzentrum für die französischen Grenzfestungen diente. Es wurde 1950 während der Offensive von Võ Nguyên Giáp gegen die französischen Grenzfestungen evakuiert, was als Wendepunkt im Indochinakrieg angesehen wurde. Die Stadt war auch das Zentrum der Kämpfe während des Chinesisch-Vietnamesischen Krieges von 1979 und wurde schwer beschädigt.

## Verkehr
Die Stadt ist über Straße und Schiene mit Hanoi, der vietnamesischen Hauptstadt, verbunden und bildet den nördlichsten Punkt der Nationalstraße 1.

## Galerie

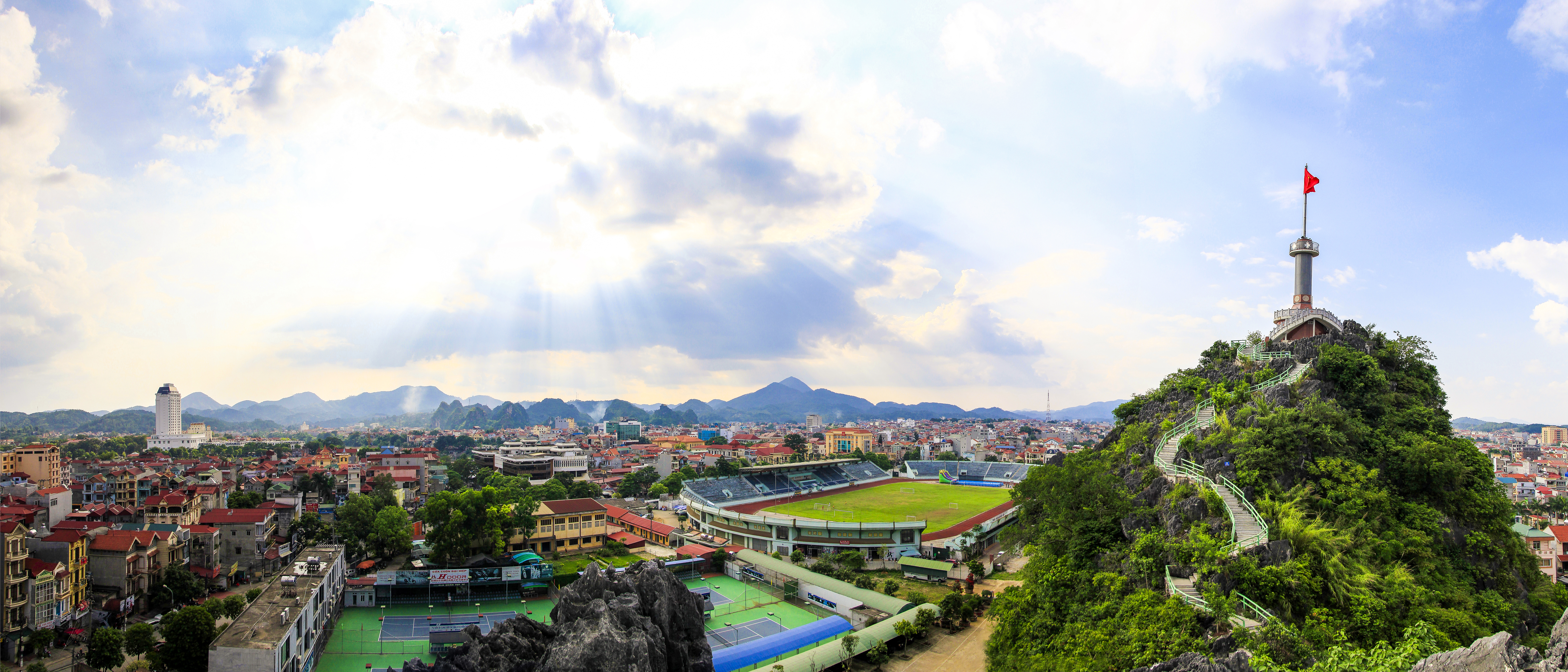
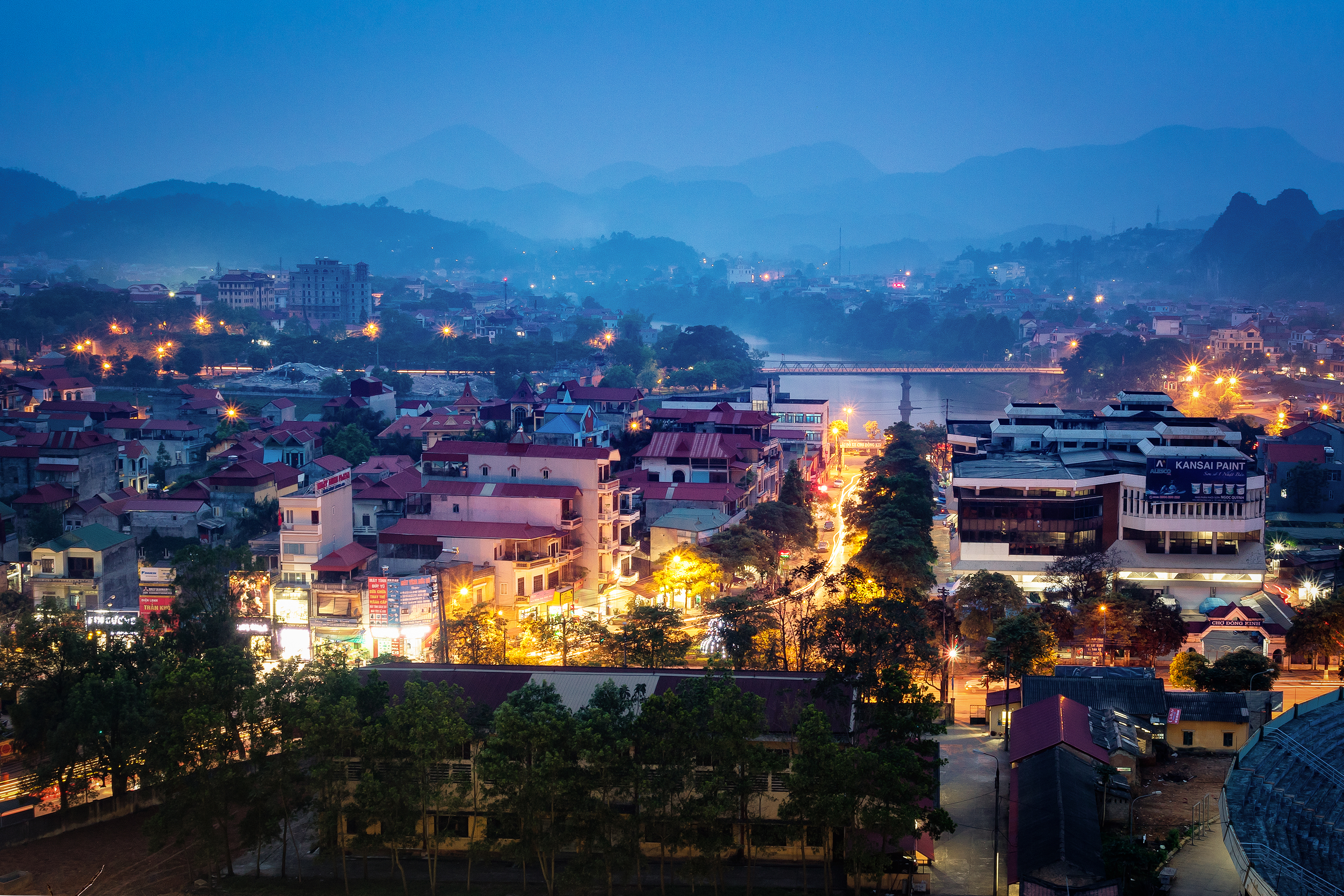
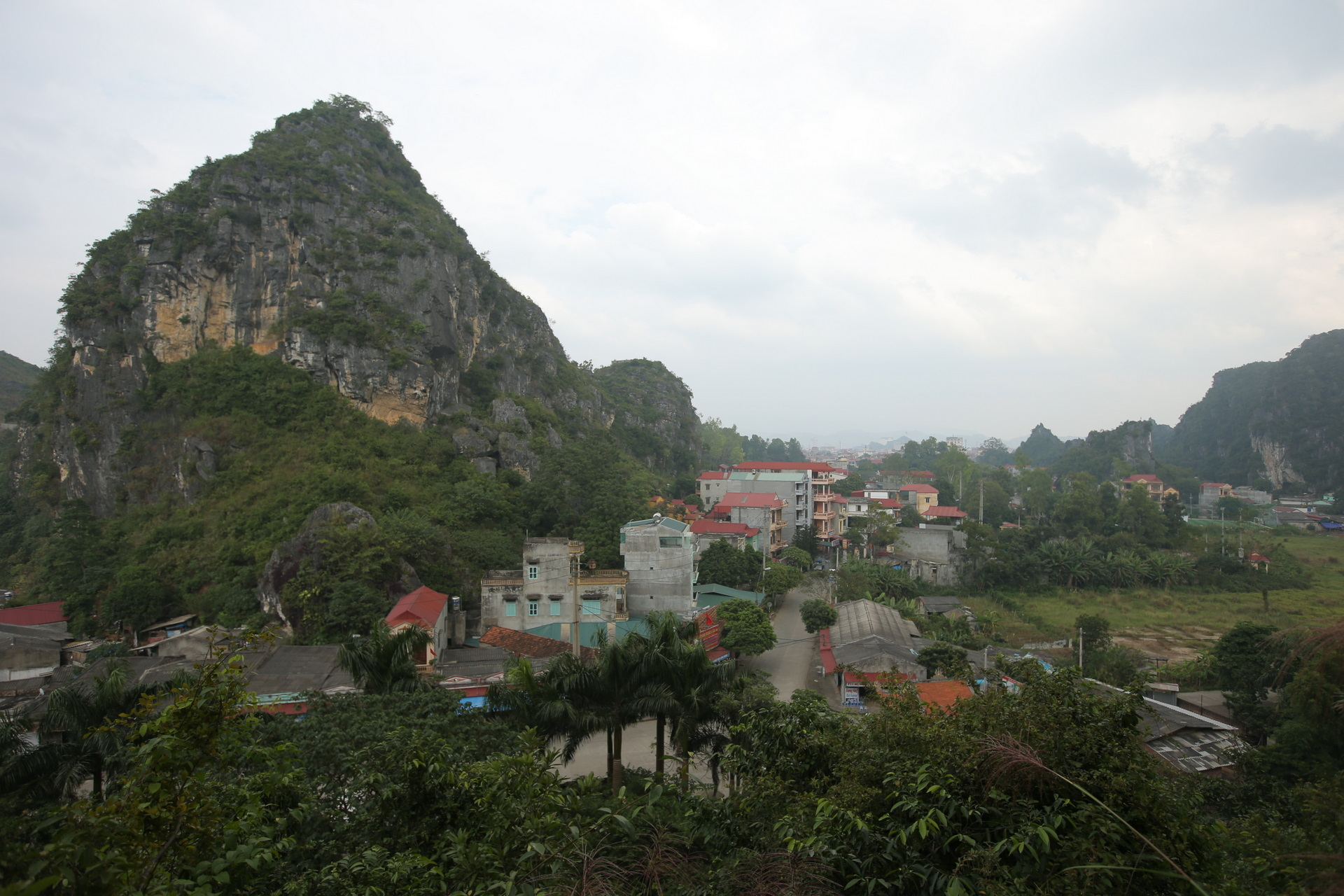
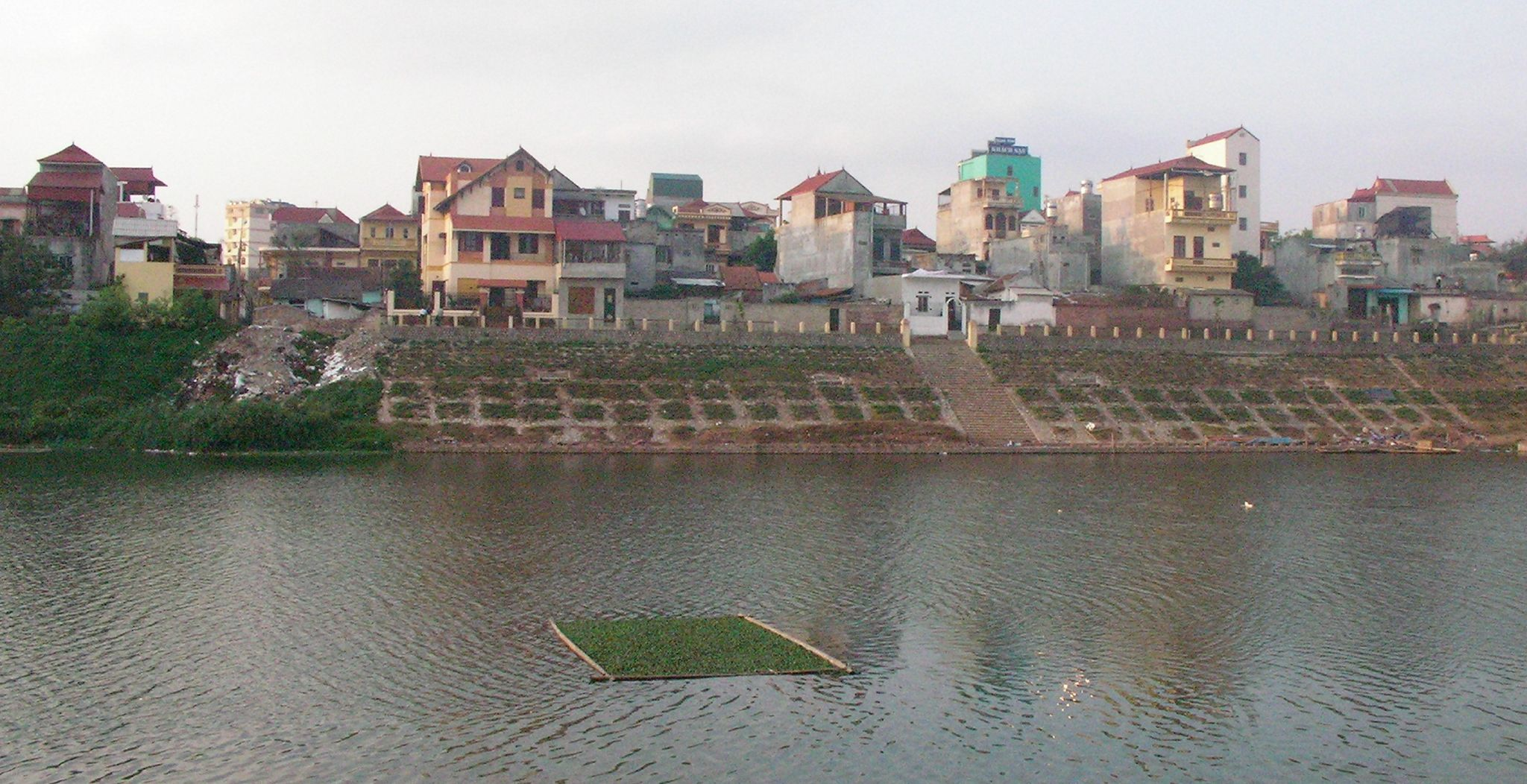
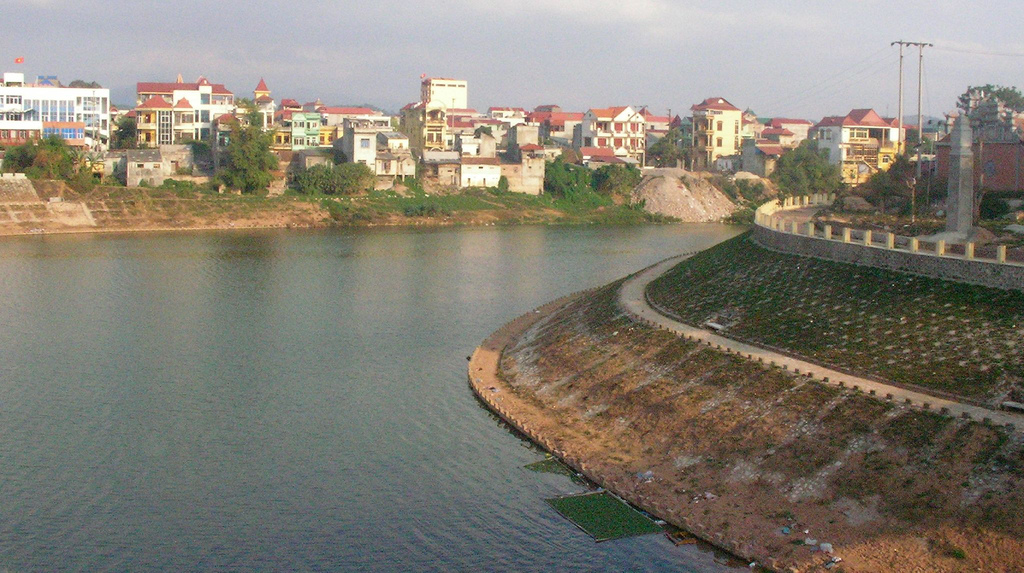
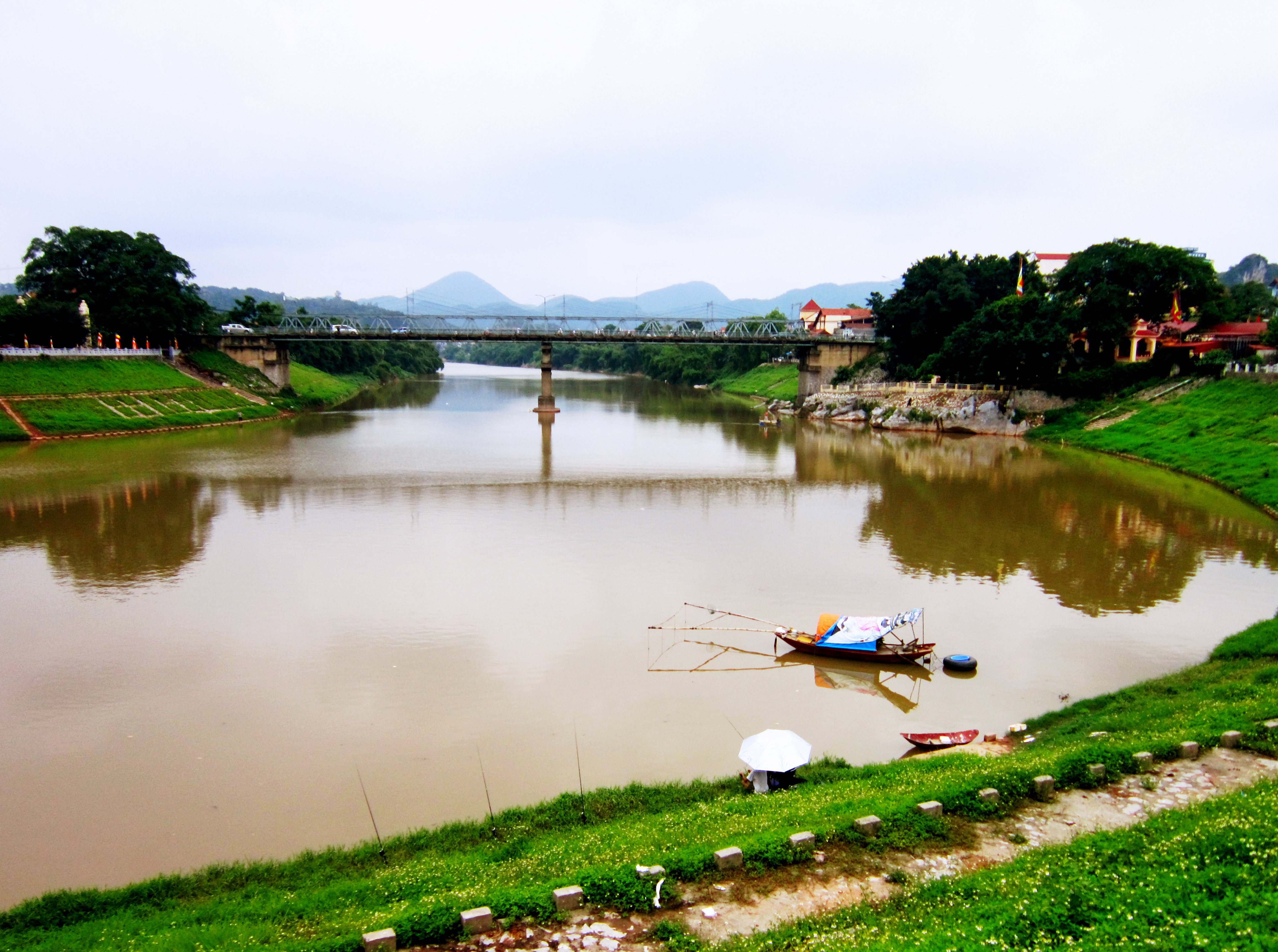
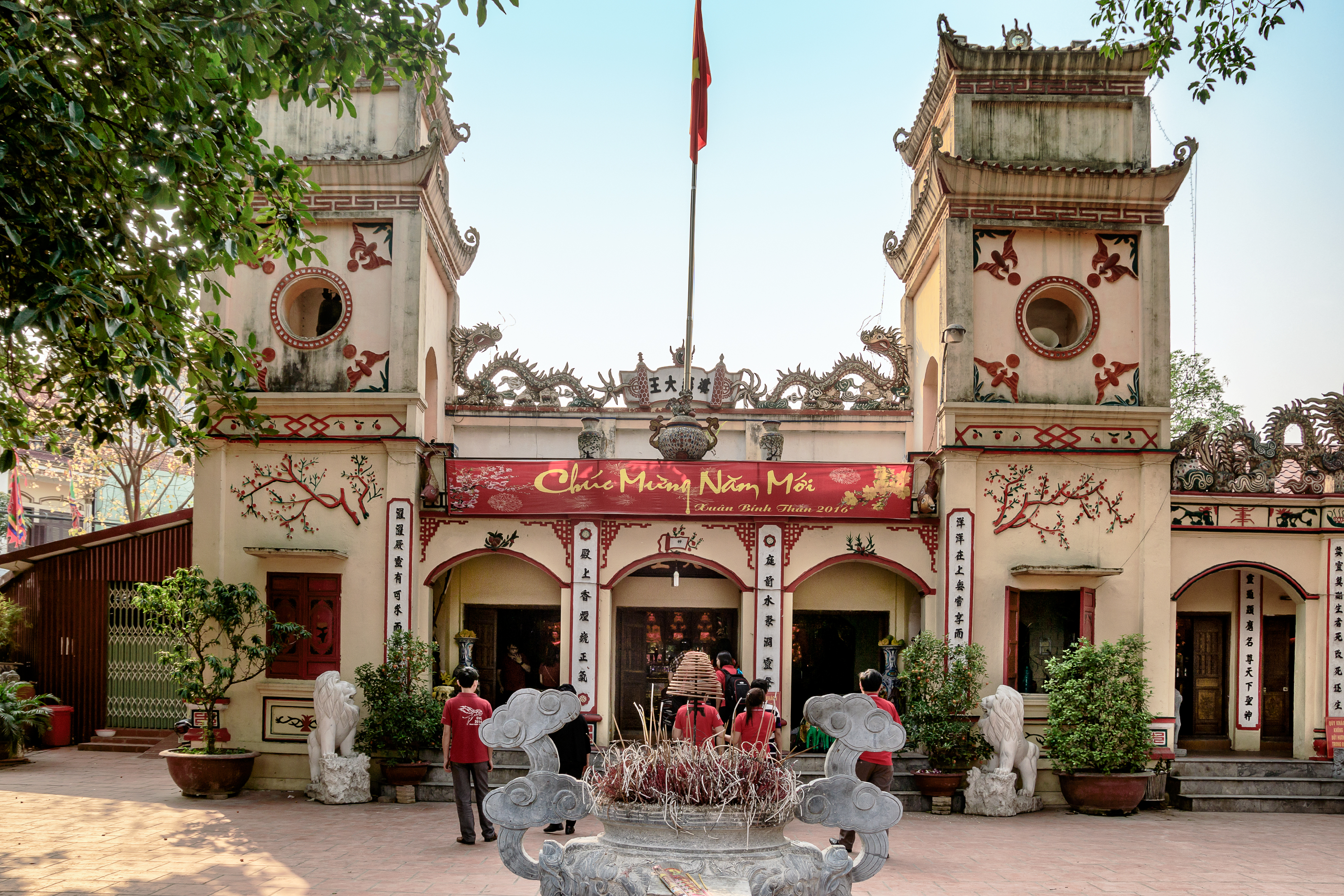